# ルキウス・アウレリウス・コッタ (紀元前119年の執政官)
ルキウス・アウレリウス・コッタ（ラテン語: Lucius Aurelius Cotta、生没年不詳）は、紀元前2世紀後期の共和政ローマの政治家。紀元前119年に執政官（コンスル）を務めた。

## 出自
コッタはプレブス（平民）であるアウレリウス氏族である。氏族最初の執政官はガイウス・アウレリウス・コッタで、紀元前252年のことであった。いわゆるノビレス（新貴族）の氏族でありが、紀元前1世紀中頃にはセルウィルス氏族やカエキリア氏族と並ぶ有力プレブス氏族となっていた。
父は紀元前144年の執政官ルキウス・アウレリウス・コッタと思われる。

## 経歴
コッタ自身の記録は少ない。紀元前119年に執政官に就任していることから、遅くとも紀元前122年にはプラエトル（法務官）を務めたはずである。
紀元前119年の同僚執政官は、同じくプレブスのルキウス・カエキリウス・メテッルス・ダルマティクスであった。同年、ガイウス・マリウスが護民官に就任し、トリブス民会での投票手続きを制限する法律を提唱した。この法律は富裕階級の投票権を制限するもので、元老院門閥派の影響を影響力を低下させる。コッタはこれに反対し、元老院を説得しようとした。しかしマリウスは元老院に対して、この法案は民会で可決された正当なものであり、コッタが同意しないならば投獄されると脅した。コッタは同僚のメテッルスに意見を求めたが、メテッルスはコッタを支持したため、マリウスによって投獄された。このため、元老院も考えを改めた。
執政官任期中、コッタはメテッルスと共にイリュリアでダルマティア族で戦ったかもしれないが、確かではない。

## 子孫
コッタにはアウレリアという娘がおり、大カエサルに嫁いだ。その息子がガイウス・ユリウス・カエサル、娘ユリアの孫が初代皇帝アウグストゥスである。

## 参考資料

### 古代の資料
- プルタルコス『対比列伝』
- マルクス・トゥッリウス・キケロ『法律について』

### 研究書
- Bedian E. Tsepion and Norban (notes on the decade of 100-90 BC) // Studia Historica. - 2010. - number X . - S. 162-207 .
- Broughton TRS The Magistrates of the Roman Republic . - Vol. I. - New York: American Philological Association, 1951.